# The Pale

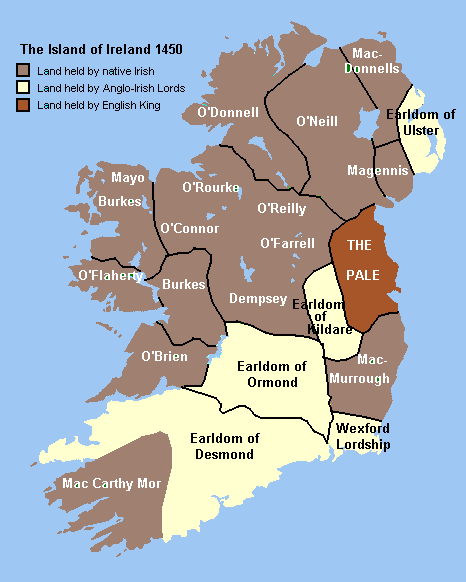
Il Pale, in rosso, intorno al 1450

The Pale, o English Pale, comprende una regione con un raggio di venti miglia intorno a Dublino, che gli inglesi in Irlanda fortificarono nel corso del tempo contro le incursioni dei Gaelici. Dal XIII secolo in poi l'invasione degli Hiberno-Normanni nel resto dell'Irlanda in un primo momento si arrestò per poi declinare, permettendo agli Irlandesi Gaelici di risorgere.
La parola pale deriva dal termine latino palus, che significa palo (palizzata deriva dalla stessa radice). Da ciò deriva il significato figurativo di "confine", come un'area all'interno della quale sono valide le leggi interne o locali. Così come per il Pale in Irlanda, il termine venne applicato ad altri insediamenti coloniali inglesi.
Nel XV secolo il Pale divenne l'unica porzione dell'Irlanda sotto l'effettivo controllo del governo inglese in Irlanda fedele alla Corona, e rappresentò un seppur debole punto d'appoggio per gli inglesi sull'isola irlandese.
Il comprensorio del Pale era composto essenzialmente da una costruzione fortificata edificata intorno alle contee medioevali di Louth, Meath, Dublino e Kildare, lasciando metà del Meath e del Kildare dall'altra parte. Nel 1366, con lo scopo di rivendicare la propria autorità sui coloni, la Corona inglese istituì un parlamento a Kilkenny per emanare lo Statuto di Kilkenny. Esso proibiva il matrimonio misto tra i coloni Inglesi e i nativi irlandesi. Oltre a ciò proibiva l'uso della lingua irlandese, e degli usi e costumi della regione, da parte degli inglesi.
All'interno del comprensorio del Pale la piccola nobiltà e la borghesia mercantile non avevano uno stile di vita molto differente da quello delle loro controparti in Inghilterra, tranne per il fatto che vivevano sotto la continua minaccia degli attacchi da parte degli irlandesi gaelici.
In seguito, dopo il XVI e il XVII secolo, a causa della Riforma Anglicana, i coloni inglesi in Irlanda si assimilarono gradualmente alla popolazione irlandese, in gran parte per il loro rifiuto di abbandonare la loro fede cattolica; nonostante ciò, mantennero l'uso della lingua inglese.

## Collegamenti
- A map of the Pale (late 1400s), su dnausers.d-n-a.net. URL consultato il 17 ottobre 2006 (archiviato dall'url originale il 7 marzo 2001).
- Origin of the word 'pale', su wordorigins.org. URL consultato il 17 ottobre 2006 (archiviato dall'url originale il 17 ottobre 2006).